# Янжа, Эрик
Э́рик Я́нжа (словен. Erik Janža; 21 июня 1993, Мурска-Собота, Словения) — словенский футболист, защитник польского клуба «Гурник» (Забже). Участник чемпионата Европы 2024.

## Биография

### Клубная карьера
Родился 21 июня 1993 года в словенском городе Мурска-Собота и является воспитанником местного клуба «Мура 05». За основной состав команды начал выступать в сезоне 2010/2011 и добился с командой выхода в высшую лигу Словении, где провёл следующие два года. Зимой 2013 года перешёл в другой словенский клуб «Домжале». В январе 2015 года перешёл в «Марибор», с которым провёл 3 неполных сезона, стал обладателем Кубка и дважды чемпионом Словении. Зимой 2017 года подписал контракт с чешским клубом «Виктория Пльзень». Дебютировал в чемпионате Чехии 15 марта 2017 года, отыграв весь матч против «Богемианс 1905». Всего провёл 3 матча в чешской лиге и перед началом сезона 2017/18 был отдан в аренду в кипрский «Пафос», за который сыграл 33 матча и забил 2 гола. Вернувшись из аренды, покинул «Викторию» и перешёл в хорватский «Осиек».

### Карьера в сборной
Выступал за юношескую и молодёжную сборную Словении.
18 ноября 2014 года дебютировал за основную сборную Словении в товарищеском матче со сборной Колумбии, в котором отыграл первый тайм и получил предупреждение. Вновь был вызван в сборную 2 июня 2018 года на товарищескую игру с командой Черногории, однако на поле не вышел.
Эрик Янжа включен в список 26 словенских игроков, которые принимают участие в Евро-2024. 16 июня 2024 года в первом группового матче против сборной Дании он забил ответный гол, что позволило его команде добиться ничьей.

## Достижения
«Марибор»
- Чемпион Словении (2): 2014/15, 2016/17
- Обладатель Кубка Словении: 2015/16